# Triuncina religiosae
Triuncina religiosae är en fjärilsart som beskrevs av Helfer 1837. Triuncina religiosae ingår i släktet Triuncina och familjen silkesspinnare. Inga underarter finns listade i Catalogue of Life.